# Nievelsteiner Sandstein
Der Nievelsteiner Sandstein, auch Nivelsteiner Sandstein oder Herzogenrather Sandstein, ist ein pliozäner quarzitischer Sandstein, der besonders in der Rhein-Maas-Region seit der Römerzeit als Naturwerkstein verwendet wurde. Der Sandstein wurde in einer Sandgrube bei Herzogenrath, unmittelbar an der deutsch-niederländischen Grenze abgebaut.

## Geologie

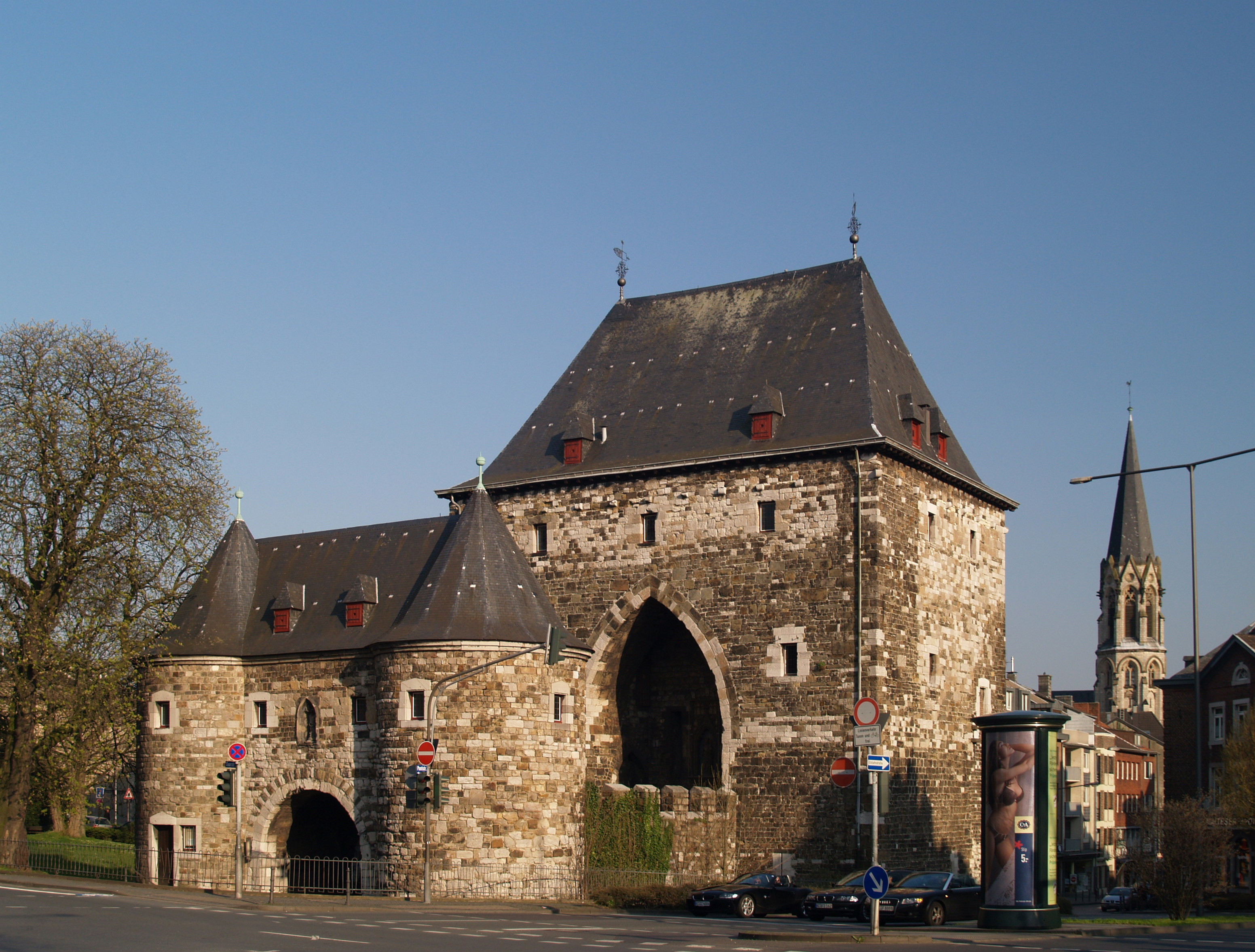
Ponttor in Aachen

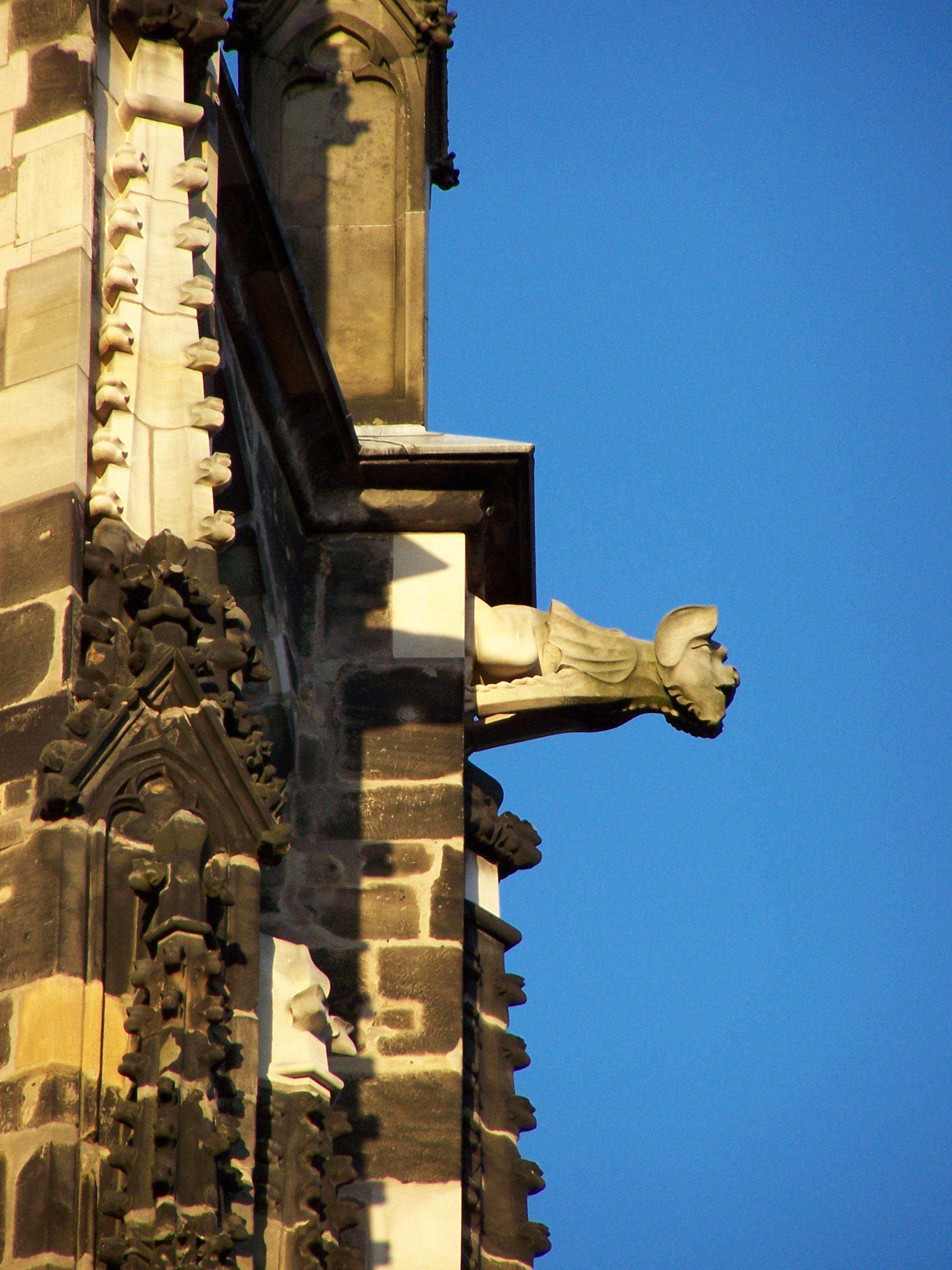
Wasserspeier am Aachener Dom

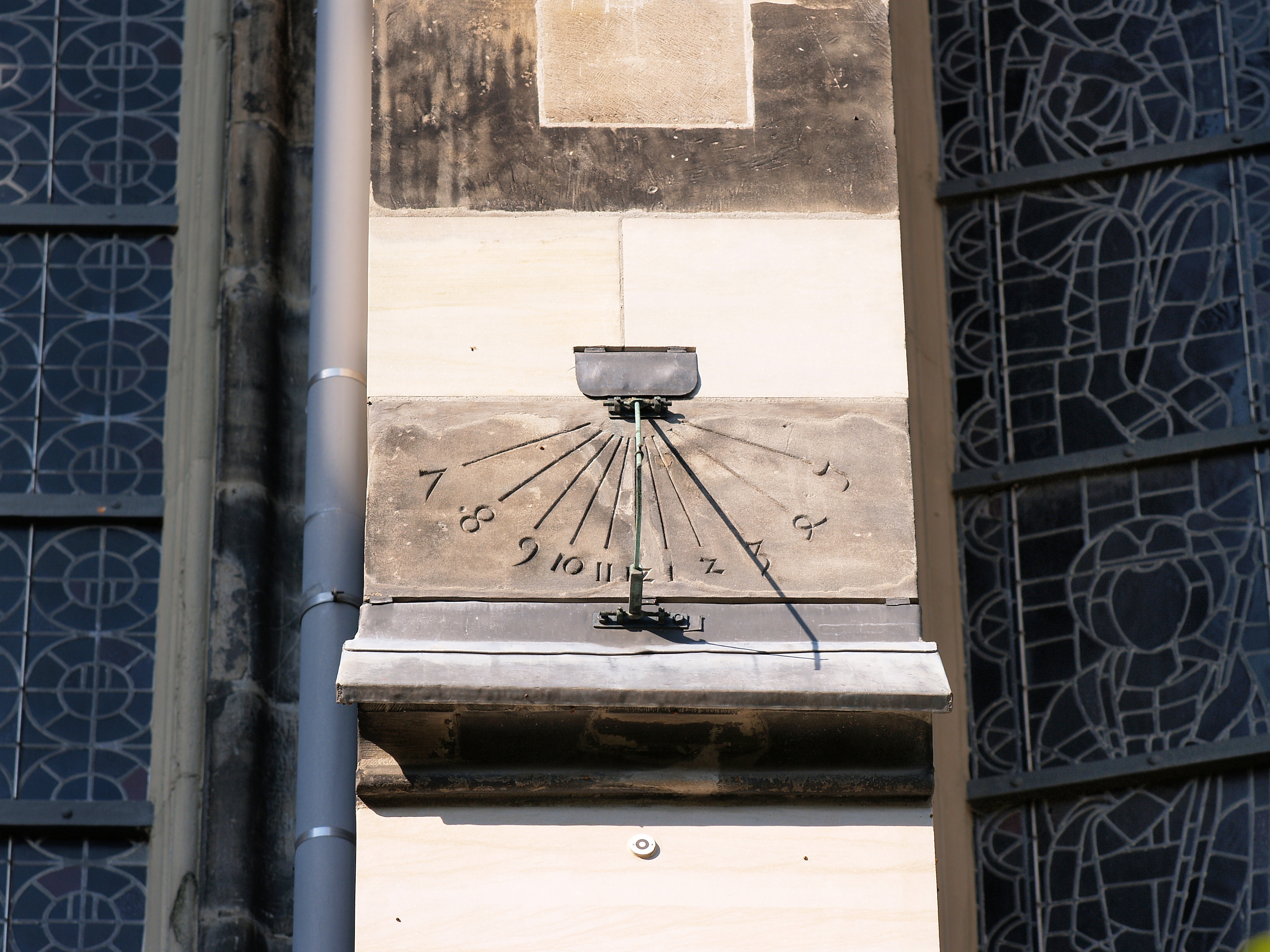
Sonnenuhr am Aachener Dom

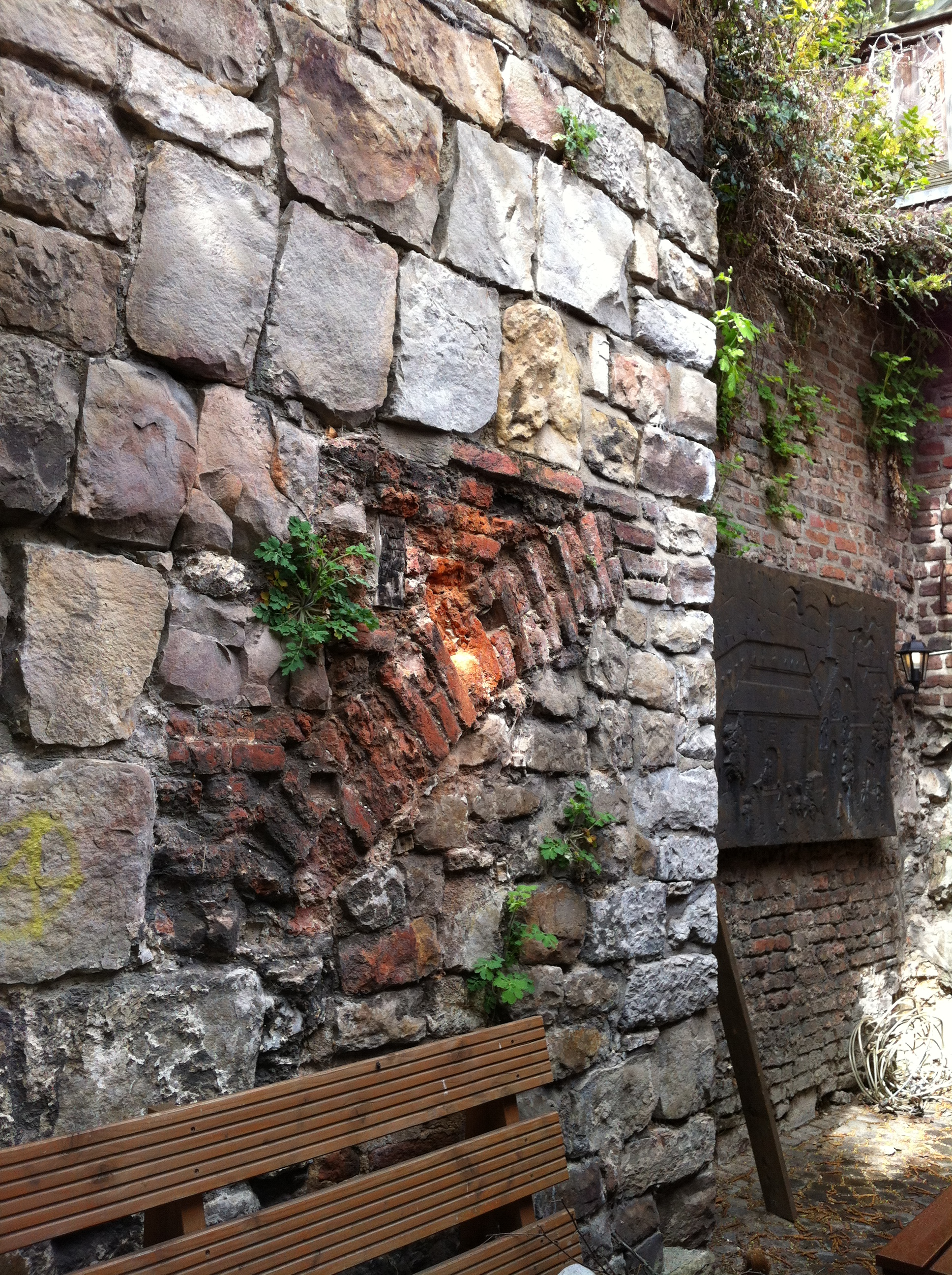
Barbarossamauer in Aachen

Der Nievelsteiner Sandstein gehört als Quarzsandstein genetisch zu den lokal gehäuft auftretenden Tertiärquarziten. Ausgangssedimente für die Sandsteine sind pliozäne Quarzsande, die besonders am Top der Abfolge infolge diagentischer Prozesse durch mobilisierte Kieselsäure zu Sandsteinen und quarzitischen Sandsteinen verfestigt wurden. Während in der Umgebung von Herzogenrath diese verkieselten Sande meist in Form von großen, irregulären Blöcken anzutreffen sind, bilden sie in der Sandgrube Nievelstein bei Herzogenrath eine relativ ebene, bis zu 8 m mächtige, mehr oder weniger zusammenhängende, quarzitische Sandsteinlage, die von mächtigen nicht verfestigten, weißen Quarzsanden unterlagert wird, die seit 1850 insbesondere für die Limburger Glas- und Maastrichter Porzellanindustrie abgebaut wurden. Während der Abbau des Sandsteins weitgehend eingestellt wurde – einige Baufelder werden derzeit noch zugänglich gehalten, um ggf. Ersatzmaterial für den Denkmalschutz gewinnen zu können – wird der unterlagernde Quarzsand heute noch für die in Herzogenrath angesiedelte Flachglasproduktion sowie als Gießereisand abgebaut.

## Ausbildung
Der fein- bis mittelporige Nievelsteiner Sandstein ist ein weißer, partiell bräunlich geflammter, mittelkörniger Sandstein, der häufig durch mm-große, unregelmäßig gekrümmte Wurzellöcher durchzogen ist. Charakteristisches Merkmal des Sandsteins ist die Einlagerung von kleinen, dunklen, punktförmigen Pflanzenresten. Derartige Partien wurden in der Literatur als Savelstein bezeichnet.
Der Sandstein besteht aus reinem Quarz, akzessorisch ist Zirkon zu finden. Das Bindemittel des Sandsteins ist rein kieselig ausgebildet.
Die Verkieselung schwankt partiell stark, neben fast quarzitischen Gesteinspartien sind auch nur schwach verkieselte Sandsteine zu finden, die leicht absanden. Demzufolge sind die Nievelsteiner Sandsteine von einer unterschiedlich starken Verwitterung betroffen. Rein weiße Sandsteine sind in der Regel weniger verwitterungsanfällig als die bräunlichen und geflammten Varietäten. Im Laufe der Zeit können sich auf der Oberfläche von den Sandsteinen dünne Krusten bilden, die bei Fortschreiten der Verwitterung zu Abplatzungen und Ausbrüchen führen können.

## Verwendung
Der Nievelsteiner Sandstein ist ein seit der Römerzeit geschätzter Werkstein, der damals unter anderem zum Bau von Villen, aber auch von Thermenanlagen in Aachen verwendet wurde. Besonders im Mittelalter war der Nievelsteiner Sandstein ein gesuchtes Baumaterial im Rheinland und in Flandern.
Entsprechend seinen schwankenden Materialeigenschaften fand auch eine unterschiedliche Verwendung des Sandstein statt. Neben dem Einsatz als Baumaterial und Fassadenbekleidung ist der Nievelsteiner Sandstein für Grabmale, Portale, Tür- und Fensterstürze sowie für bildhauerischen Arbeiten wie Skulpturen und Plastiken verwendet worden.

### Verwendungsbeispiele
In Aachen bilden Nievelsteiner Sandsteine in weiten Teilen (64,1 %) das aufgehende Mauerwerk des gotischen Chores des Aachener Domes oberhalb des Blaustein-Sockels. Während der karolingischen Bauphase wurden große Sandstein-Quader aus Herzogenrath beim Bau des Zentralbaus verwendet. Auch figürlicher Schmuck am Dom, wie die Wasserspeier und die Sonnenuhr wurden aus Nievelsteiner Sandstein gefertigt.
Daneben sind viele ältere Bauwerke in Aachen mit Hilfe von Nievelsteiner Sandsteinen erbaut worden, wie das Aachener Rathaus, das Ponttor und Teile der Aachener Stadtmauer. Nievelsteiner Sandstein wurde auch als Baumaterial zahlreicher Kirchen- und Repräsentationsbauten eingesetzt, u. a. am Dom zu Utrecht und Kirchen in Maastricht, Wylre sowie dem Schloss Rimburg und der Abtei Rolduc.